# Karl Kutschera
Karl von Kutschera, plným jménem Karl Josef Lev svobodný pán Kutschera (28. června 1836 Vídeň – 3. července 1890 Hainstetten), byl rakouský šlechtic, důstojník, statkář a politik německé národnosti z Čech, v 2. polovině 19. století poslanec Říšské rady a Českého zemského sněmu.

## Biografie
Jeho rodiči byli Johann von Kutschera (1804–1865) a Johanna rozená Pachtová z Rájova (1806–1878). Působil jako velkostatkář. Patřilo mu panství Čelina. V letech 1847–1854 studoval ve vídeňském Theresianu, potom sloužil v rakouské armádě: v roce 1854 vstoupil do armády jako kadet, 1854 podporučík, 1858 nadporučík, 1866 setník, 1869 mimo službu.
Zapojil se i do politiky. V zemských volbách v roce 1872 byl zvolen na Český zemský sněm za kurii velkostatkářskou (nesvěřenecké velkostatky). V zemských volbách v roce 1878 mandát obhájil. Patřil ke Straně ústavověrného velkostatku, která byla proněmecky, provídeňsky a centralisticky orientovaná.
V doplňovacích volbách do Říšské rady byl roku 1877 zvolen za kurii velkostatkářskou v Čechách. Slib složil 23. října 1877. Po jisté přestávce se do parlamentu vrátil v doplňovacích volbách roku 1881. Slib složil 14. listopadu 1881. Jako ústavověrný poslanec přistoupil v listopadu 1881 k nově utvořenému klubu Sjednocené levice, do kterého se spojilo několik liberálně orientovaných politických proudů.
Zemřel v červenci 1890 na zámku Hainstetten.
Manželka Ernestine (1840–1877) byla dcerou politika a význačného hospodáře Eduarda Ernsta šlechtice von Krziwanek (1799-1876) z Věže u Havlíčkova Brodu. Synovcem Karla Kutschery byl poslanec Českého zemského sněmu Eduard Brzorád.

## Ocenění
Byl nositelem Vojenského záslužného kříže s válečnou dekorací a Válečné medaile.